# 梅肖湖
梅肖湖（德語：Mechower See），是德國的湖泊，位於該國東北部，由梅克倫堡-前波美拉尼亞州負責管轄，面積1.64平方公里，海拔高度32米，平均水深4米，最大水深9米。